# Thornton-in-Lonsdale
Thornton-in-Lonsdale is een civil parish in het district Craven in North Yorkshire. Het ligt dicht bij de grens met Cumbria en ligt op 1 mijl ten noorden van Ingleton en 5 mijl ten zuidoosten van Kirkby Lonsdale.